# Krzewno, Warmińsko-Mazurskie
Krzewno [ˈkʂɛvnɔ] (tiếng Đức: Hohenwalde)  là một ngôi làng ở quận hành chính của Gmina Braniewo, trong huyện Braniewski, Warmińsko-Mazurskie, ở miền bắc Ba Lan, gần biên giới với Kaliningrad của Nga. Nó nằm khoảng 13 kilômét (8 mi)   về phía đông của Braniewo và 72 km (45 mi) phía tây bắc của thủ đô khu vực Olsztyn.
Làng có dân số 225.